# Элэсун (сельское поселение)
Се́льское поселе́ние «Элэсун» (бур. Элhэнэй hомон) — муниципальное образование в Курумканском районе Бурятии Российской Федерации.
Административный центр — улус Элэсун.

## История
Статус и границы сельского поселения установлены Законом Республики Бурятия от 31 декабря 2004 года № 985-III «Об установлении границ, образовании и наделении статусом муниципальных образований в Республике Бурятия».

## Население
| 2011 | 2012 | 2013 | 2014 | 2015 | 2016 | 2017 |
| ---- | ---- | ---- | ---- | ---- | ---- | ---- |
| 579  | ↘569 | ↘558 | ↘541 | ↘511 | ↘510 | ↘496 |
| 2018 | 2019 | 2020 | 2021 | 2023 | 2024 |      |
| ↘483 | ↘480 | ↘470 | ↗560 | ↘541 | ↘526 |      |

## Состав сельского поселения
| № | Населённый пункт | Тип населённого пункта       | Население |
| - | ---------------- | ---------------------------- | --------- |
| 1 | Элэсун           | улус, административный центр | ↘526      |